# Miroslav Pelikán
Miroslav Pelikán (20. února 1922 Praha – 19. května 2006 Praha) byl český hudební skladatel a pedagog.

## Život
Po absolvování reálky v Praze na Smíchově studoval skladbu na Pražské konzervatoři u Miroslava Krejčího a Emila Hlobila. Vedle toho se věnoval i hře na klavír. Vyučoval na hudební škole na Kladně.
Ve svých prvních skladbách navazoval na skladatele moderní české hudby 20. století. Po roce 1958 se v jeho díle projevuje příklon k dvanáctitónové hudbě. Vytvořil si však vlastní hudební jazyk. Jeho skladby byly úspěšné v několika skladatelských soutěžích. Sonáta pro violoncello a klavír byla hodnocena jako nejúspěšnější dílo festivalu Dny soudobé hudby 2000.

## Dílo

### Orchestrální skladby
- Tarantella, 1957;
- Symfonie pro velký orchestr, 1958;
- Den radosti, scherzo pro orchestr, 1962;
- Veselá předehra pro orchestr, 1962;
- Monumentum pro Ioanne, baladická rapsodie pro orchestr, 1966;
- Tre movimenti per orchestra, 1969;
- Suita pro smyčcový orchestr, 1988;
- Koncert pro housle a orchestr, 1991.

### Komorní hudba
- Suita pro flétnu a klavír, 1943;
- Čtyři rozmarné skladby pro klavír, 1946;
- Sonatina pro housle a klavír, 1948;
- Smyčcový kvartet č.1, 1950;
- Dva české tance pro klavír, 1954;
- Toccata pro klavír, 1955;
- Rozmarné miniatury pro dechové kvinteto, 1962;
- Sonatina facile pro housle a klavír, 1963;
- Údolí smutku – před obrazem Jana Zrzavého, smyčcový kvartet, 1964;
- Toccata, Improviso e Fuga pro varhany, 1968;
- Interludio drammatico pro varhany, 1972;
- Dvě studie pro flétnu, 1976;
- Pezzi brevi, pět skladeb pro klavír, 1980;
- Notturno e Toccata pro klavír, 1983;
- Sonáta pro housle a klavír, 1986;
- Introduzione Lamento e Rondo pro flétnu a klavír, 1987;
- Imprese léta, cyklus skladeb pro klavír, 1994;
- Smyčcový kvartet č. 2, 1992;
- Violino, gloria!, suita pro sólové housle, 1997;
- Sonáta pro violoncello a klavír, 1999.

### Vokální díla
- Láska prostých srdcí, písně na lidovou milostnou poezii pro zpěv a klavír, 1948;
- Domove, cyklus ženských sborů na texty Jarmily Urbánkové, Františka Branislava a Jana Aldy, 1960;
- Ty přijdeš viď?, tři písně na texty Vítězslava Nezvala a Františka Hrubína pro nižší mužský hlas a klavír, 1973;
- Pramínek, cyklus dvojhlasých písní pro dětský sbor a klavír (nebo instrumentální soubor) na slova českých básníků, 1974.